# 615
615 (DCXV na numeração romana) foi um ano comum do século VII, do Calendário Juliano, da Era de Cristo, teve início e fim numa quarta-feira, com a letra dominical E.
| ano completo                        |
| ----------------------------------- |
| Ano comum com início à quarta-feira |

## Eventos
- 10 de Outubro - É eleito o Papa Adeodato I.

## Nascimentos
- Fatima bint Muhammad, filha de Maomé (m. 632).

## Mortes
- 8 de Maio - Papa Bonifácio IV
- 21 de Novembro - São Columbano, monge e missionário irlandês (n. 543).